# كريس جيتز
كريس جيتز (بالإنجليزية: Chris Getz)‏ هو لاعب كرة قاعدة أمريكي، ولد في 30 أغسطس 1983 في ساوثفيلد في الولايات المتحدة.

## وصلات خارجية
- كريس جيتز على موقع دوري كرة القاعدة الرئيسي (الإنجليزية)
- كريس جيتز على موقعبيزبول رفرنس.كوم (الدوري الرئيسي) (الإنجليزية)
- كريس جيتز على موقعبيزبول رفرنس.كوم (الدوري الثانوي) (الإنجليزية)
- كريس جيتز على موقع إي إس بي إن.كوم (أم.أل.بي) (الإنجليزية)
- كريس جيتز على موقع مشجعي الرسوم البيانية (الإنجليزية)